# Ensenada de Steensby
La ensenada de Steensby (en inglés: Steensby Inlet) es una vía navegable en la región de Qikiqtaaluk de Nunavut, Canadá. Se extiende hacia el norte desde la cuenca Foxe hasta la isla central de Baffin. Hay varias islas sin nombre dentro de la entrada, y la isla Koch se encuentra fuera de ella. La corriente de hielo de la ensenada de Steensby surgió tras la deglaciación de la cuenca Foxe.
Recibe su nombre en honor a Hans Peder Steensby, etnógrafo y profesor de geografía en la Universidad de Copenhague.

## Minería
La Baffinland Iron Mines Corporation está extrayendo mineral de hierro al norte de la dársena. El mineral de hierro se encontró por primera vez en el área de Mary River en 1962. La Baffinland Iron Mines Corporation tenía planes para construir una línea de ferrocarril de 149 km que conectaría la entrada a una mina en el área de Mary River. Según la Railway Gazette, esta habría sido la línea ferroviaria más septentrional del mundo.